# Lachine
Lachine (prononciation : /la.ʃin/) est un des dix-neuf arrondissements urbains de la ville de Montréal, au Québec (Canada). Avant les réorganisations municipales québécoises de 2002, Lachine était une municipalité résultant de la fusion des villes de Lachine et de Saint-Pierre en 2000.
Situé dans le sud-ouest de l’île de Montréal, en amont du canal de Lachine, l’arrondissement de Lachine est colonisé au temps de la Nouvelle-France ; les premières concessions de terres sont accordées en 1667. Sous le régime britannique, l’ouverture du canal de Lachine en 1824 puis l’arrivée du chemin de fer en 1847 entraîneront le développement du principal centre industriel du Canada du début du XXe siècle. Cette situation propulsera le développement économique de Lachine et de toute la région montréalaise.

## Géographie
Le territoire de l'arrondissement Lachine a une superficie de 20 km2 et une population de 44 489 habitants (en 2016). Il est situé dans l'ouest de la ville de Montréal au Québec. Lachine est un regroupement de deux villes (Saint-Pierre-aux-Liens et Lachine) fusionnées en 2000. Deux ans plus tard, Lachine est fusionnée avec tous les autres villes et quartiers de l'île de Montréal et devient un arrondissement de Montréal.

## Démographie

### Langues
| Langues                 | Nombre | Pourcentage |
| ----------------------- | ------ | ----------- |
| Français uniquement     | 10 605 | 24,7 %      |
| Anglais uniquement      | 5 320  | 12,4 %      |
| Les deux langues        | 26 505 | 61,7 %      |
| Langues non officielles | 505    | 1,2 %       |

### Évolution démographique
| 1971   | 1976   | 1981   | 1986   | 1991   | 1996   | 2001   | 2006   | 2011   |
| ------ | ------ | ------ | ------ | ------ | ------ | ------ | ------ | ------ |
| 44 423 | 41 503 | 37 521 | 34 906 | 35 265 | 35 170 | 40 220 | 41 391 | 41 616 |

| 2016   | 2021   | - | - | - | - | - | - | - |
| ------ | ------ | - | - | - | - | - | - | - |
| 44 489 | 46 428 | - | - | - | - | - | - | - |

## Histoire

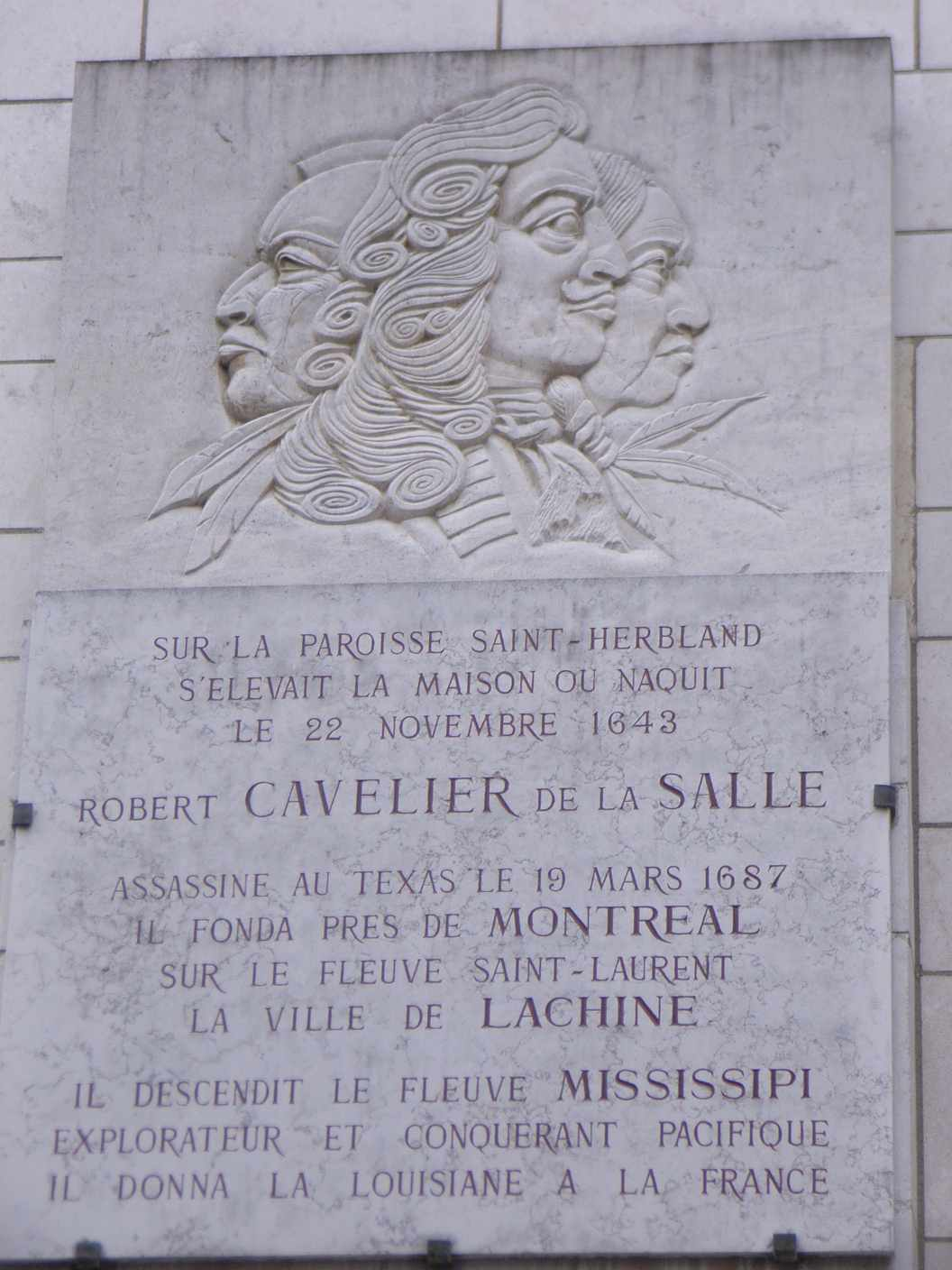
Plaque à Rouen.

La première seigneurie, Côte-Saint-Sulpice, a été octroyée à René Robert Cavelier de La Salle en 1667. Les premiers colons français arrivent au début de l’année 1669. Un certain François Lenoir, dit Rolland, établit un poste de traite qu'il fortifia sous le nom de fort Rolland. Ce bastion devint un lieu important pour le commerce de la fourrure.
Selon ce qui a été raconté, le nom de Lachine est lié à l'expédition infructueuse de l'explorateur Cavelier de LaSalle qui cherchait un passage vers la Chine. À son retour, les Montréalais appelèrent les terres de Cavelier de La Salle La Chine par dérision.
Lachine était un point de départ important pour la Traite des fourrures vers les Pays-d’en-Haut. En 1676, on y érige une chapelle et la paroisse des Saints-Anges-Gardiens, la troisième sur l’île de Montréal, y est fondée. En l’espace d’une dizaine d’années, la population de Lachine dépasse les 400 âmes. Mais, au cours de la nuit du 4 au 5 août 1689, les Iroquois attaquent la localité et tuent de nombreux résidents alors que d’autres sont faits prisonniers. Le lendemain, environ 80 soldats venus à leur secours sont tués ou capturés. Cet épisode reste connu dans l’histoire du Canada sous le nom du massacre de Lachine. Selon le recensement de 1692, la paroisse de Lachine ne compte plus que 260 résidents.

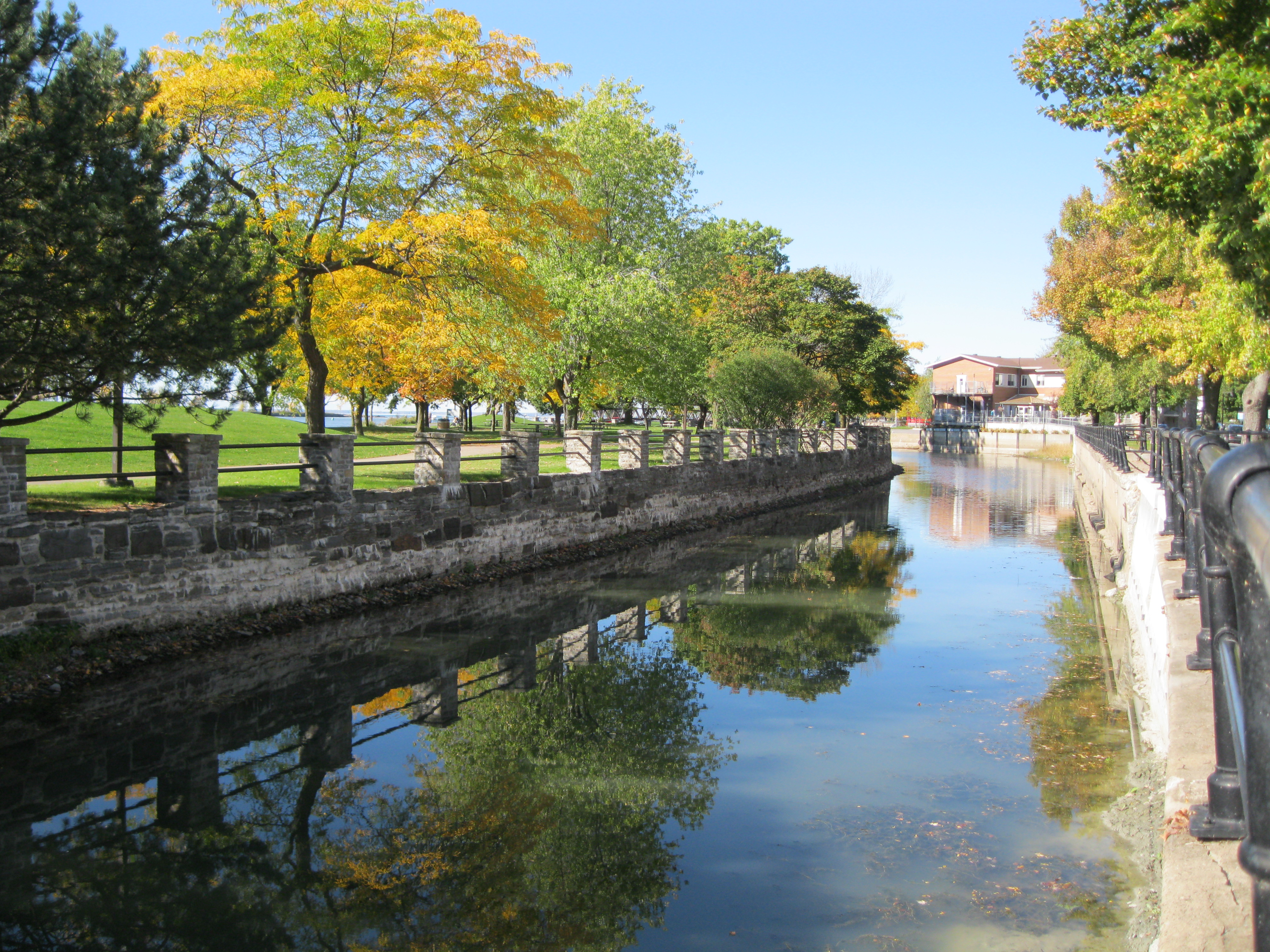
Vieux canal de Lachine

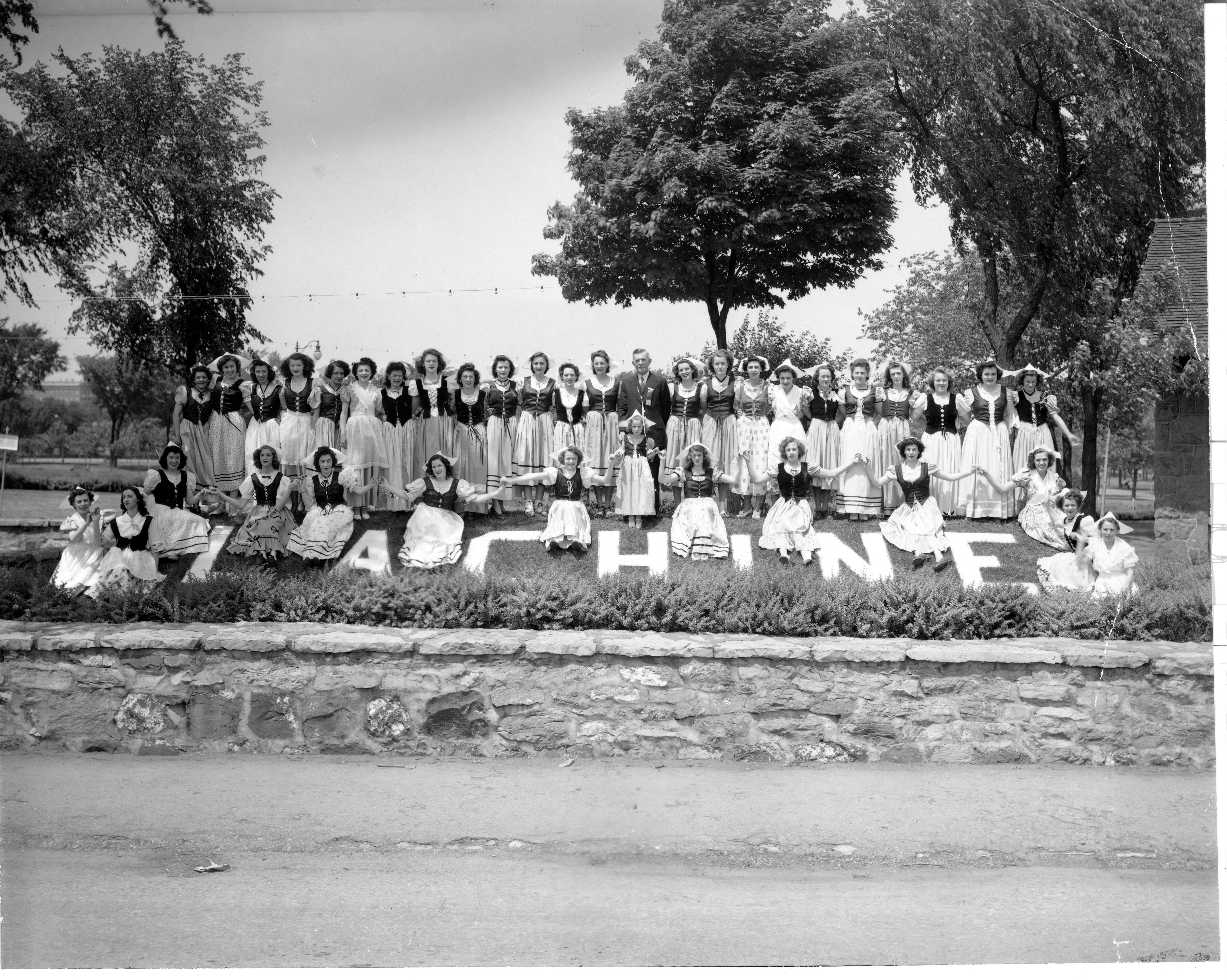
de Lachine, 1944

Le Canal de Lachine est ouvert à la navigation en 1825. Porte d'entrée du réseau de canaux reliant l'océan Atlantique au cœur du continent, le canal de Lachine a été le précurseur de la révolution des transports au Canada au début du XIXe siècle. Il a également joué un rôle déterminant dans le développement industriel de Montréal, notamment comme pourvoyeur d'énergie électrique, car l’aménagement en 1847 du potentiel hydraulique du canal attire des industries dans le voisinage. Enfin, ce corridor est devenu l'un des principaux centres de production manufacturière au Canada, des débuts de l'industrialisation, au milieu du XIXe siècle, jusqu'à la Seconde Guerre mondiale et même au-delà (par exemple, l'usine de Dominion Engineering Works, fondée en 1920, employait encore 2 700 personnes en 1970).
Au-delà de sa zone industrielle, Lachine reste un village agricole, mais, au milieu du XIXe siècle, avec la croissance du canal de Lachine, ces terres attirent de plus en plus de résidents. En 1872, Lachine est incorporée en ville. Avec le temps, la ville accentue son rôle de banlieue par le développement immobilier pour pallier la fermeture du canal en 1959. En plus d’être parvenue à développer une économie plus diversifiée, elle bénéficie du récréotourisme depuis la réouverture du canal à la navigation de plaisance en 2002.
Lachine est devenu un arrondissement de la ville de Montréal en janvier 2002, incluant Ville Saint-Pierre, une petite ville enclavée absorbée par Lachine en 2000 et qui est devenue un quartier de l'arrondissement Lachine.

## Administration et politique
L'arrondissement est administré par un conseil d'arrondissement constitué d'une mairesse d'arrondissement, de trois conseillers d'arrondissement pour chacun des trois districts électoraux municipaux de l'arrondissement ainsi que d'une conseillère de ville non rattachée à un district électoral en particulier. Seules la mairesse d'arrondissement et la conseillère de ville siègent au conseil municipal de la ville-centre en plus de siéger au conseil d'arrondissement de Lachine.
À la suite de l'élection générale du 7 novembre 2021, les membres du conseil d'arrondissement de Lachine sont: 
| Poste                                   | Titulaire         | Parti politique |
| --------------------------------------- | ----------------- | --------------- |
| Mairesse d'arrondissement               | Maja Vodanović    | Projet Montréal |
| Conseillère de ville                    | Vicki Grondin     | Projet Montréal |
| Conseillère du district du Canal        | Micheline Rouleau | Projet Montréal |
| Conseiller du district J.-Émery-Provost | Younes Boukala    | Projet Montréal |
| Conseillère du district Fort-Rolland    | Michèle Flannery  | Projet Montréal |

En ce qui concerne les représentations politiques non municipales, l'arrondissement de Lachine fait partie de la circonscription de Marquette au niveau provincial et de Dorval–Lachine–LaSalle au niveau fédéral.

### Maires de Lachine depuis 1855[15]
| Dates     | Maire                      | Notes |
| --------- | -------------------------- | --- |
| 1855-1856 | William MacDonald          | |
| 1856-1861 | Alexander Duff             | |
| 1861-1866 | Louis Paré                 | |
| 1866-1868 | Joseph Dubreuil            | |
| 1868-1868 | François Cusson            | |
| 1868-1869 | Thomas A. Dawes            | Fils de Thomas Dawes, fondateur de la brasserie Dawes de Lachine |
| 1869-1870 | Alphonse Gariépy           | |
| 1870-1872 | Louis Paré                 | |
| 1875-1875 | Joseph Dubreuil            | |
| 1875-1879 | Louis-Basile Pigeon        | |
| 1879-1880 | Louis Paré                 | |
| 1880-1888 | Louis-Basile Pigeon        | |
| 1888-1893 | Andrew Joseph Dawes        | Neveu de Thomas A. Dawes. |
| 1893-1897 | Hormidas Deslauriers       | |
| 1897-1906 | Joseph-Adélard Descarries  | |
| 1906-1911 | Jean-Baptiste Deschamps    | |
| 1911-1915 | John T. Rothwell           | Décédé en fonction le 13 juin 1915. |
| 1915-1917 | Louis-Auguste Amos         | |
| 1917-1919 | Alfred Thesserault         | |
| 1919-1923 | Wilfrid-Émile Ranger       | |
| 1923-1925 | Joseph-Séraphin Aimé Ashby | |
| 1925-1933 | Dalbé Viau                 | |
| 1933-1933 | John Henry Fyon            | Plus tard maire de Côte-Saint-Luc |
| 1933-1939 | Anatole Carignan           | |
| 1939-1944 | Edgar Leduc                | |
| 1944-1952 | Anatole Carignan           | Décédé en fonction le 31 juillet 1952 |
| 1952-1965 | Louis-Joseph Gaston        | Décédé en fonction le 24 mai 1965 |
| 1965-1966 | Donat Beauchamp            | Élu lors d'une élection partielle le 21 juin 1965. Il démissionne le 15 septembre 1966 pour être nommé le même jour directeur des finances de Lachine                                |
| 1966-1973 | Jean-Guy Chartier          | Il est réélu pour un deuxième mandat en 1969. En 1970, il est candidat pour l'Union nationale aux élections provinciales, sans succès.                                               |
| 1973-1991 | Guy Descary                | Décédé en fonction le 24 novembre 1991. Maire le plus longtemps en poste à Lachine                                                                                                   |
| 1992-1997 | Guy Dicaire                | |
| 1997-2001 | Thomas R. McCullock        | Démissionne le 14 mai 2001. |
| 2001-2001 | Jean-Marc Hétu             | Maire par interim, élu par le conseil de Lachine |
| 2001-2017 | Claude Dauphin             | Premier maire après les fusions municipales. Parti Union des citoyens et citoyennes de l'île de Montréal (2001-2008), Union Montréal (2008-2013), Équipe Dauphin Lachine (2013-2017) |
| 2017-     | Maja Vodanovic             | Parti Projet Montréal. Réélue pour un deuxième mandat le 7 novembre 2021. |

## Attraits
- Le marché public de Lachine, soit le plus vieux marché public de Montréal[30].

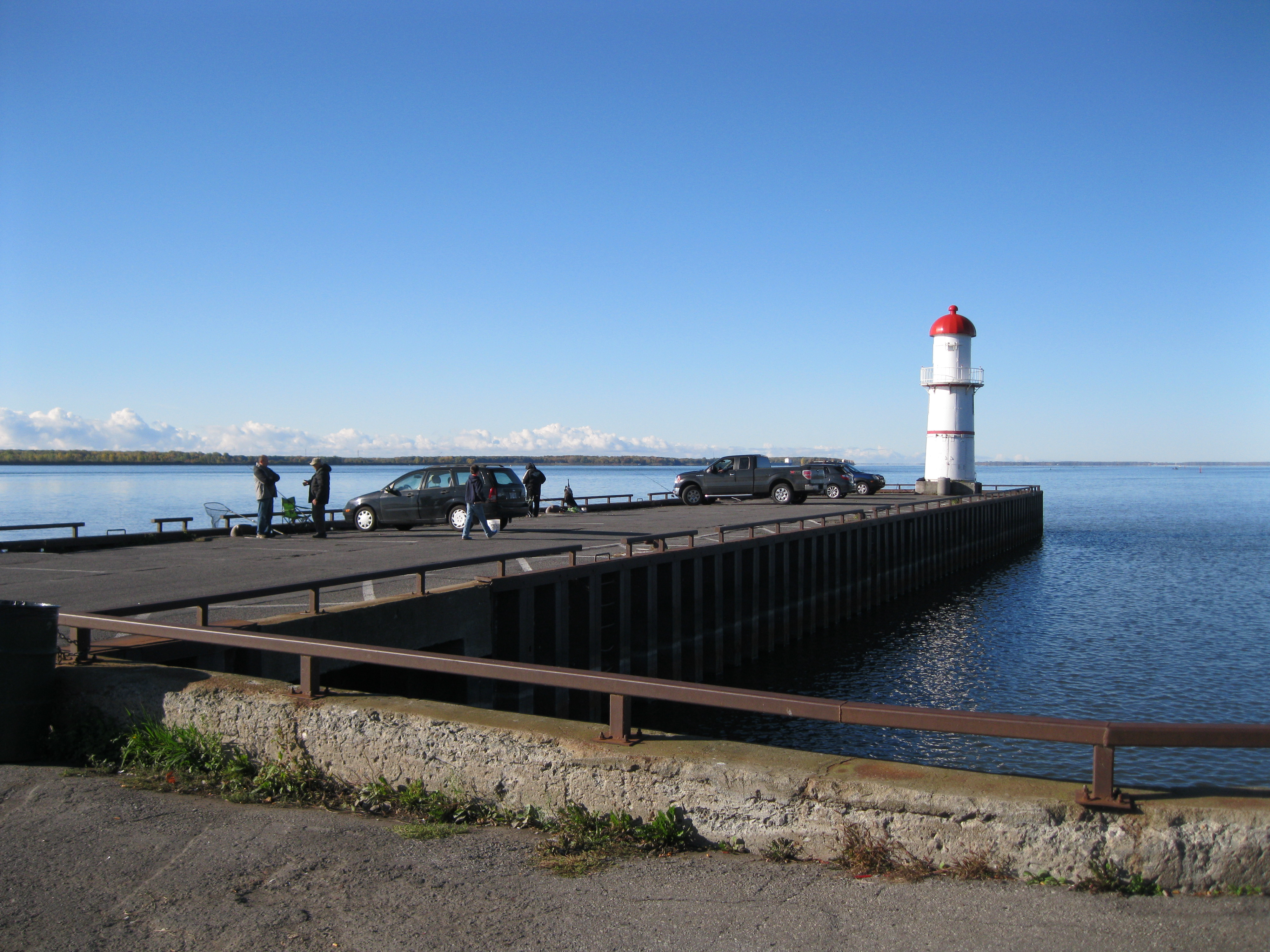
Phare en amont du canal
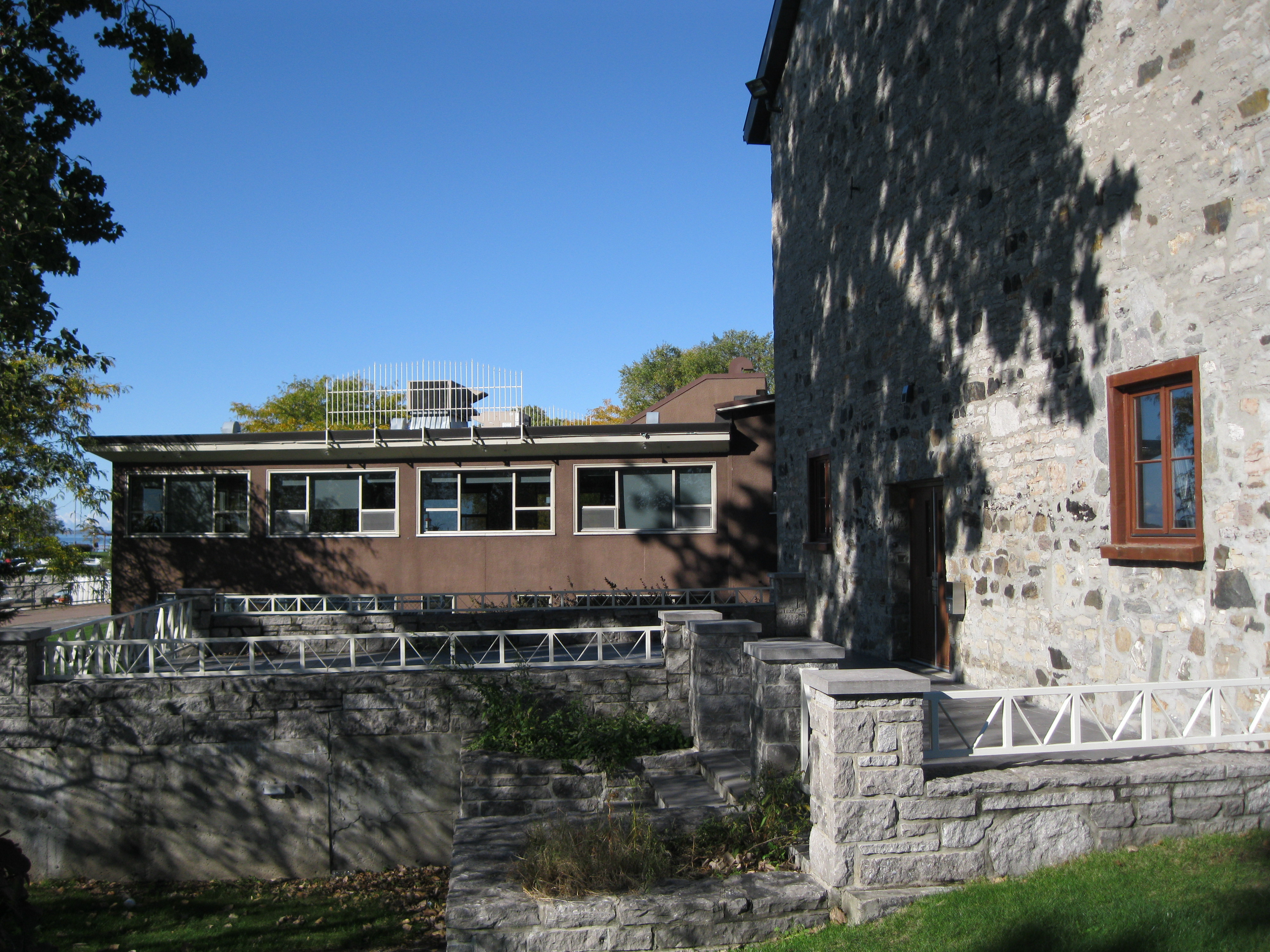
Complexe culturel Guy-Descary
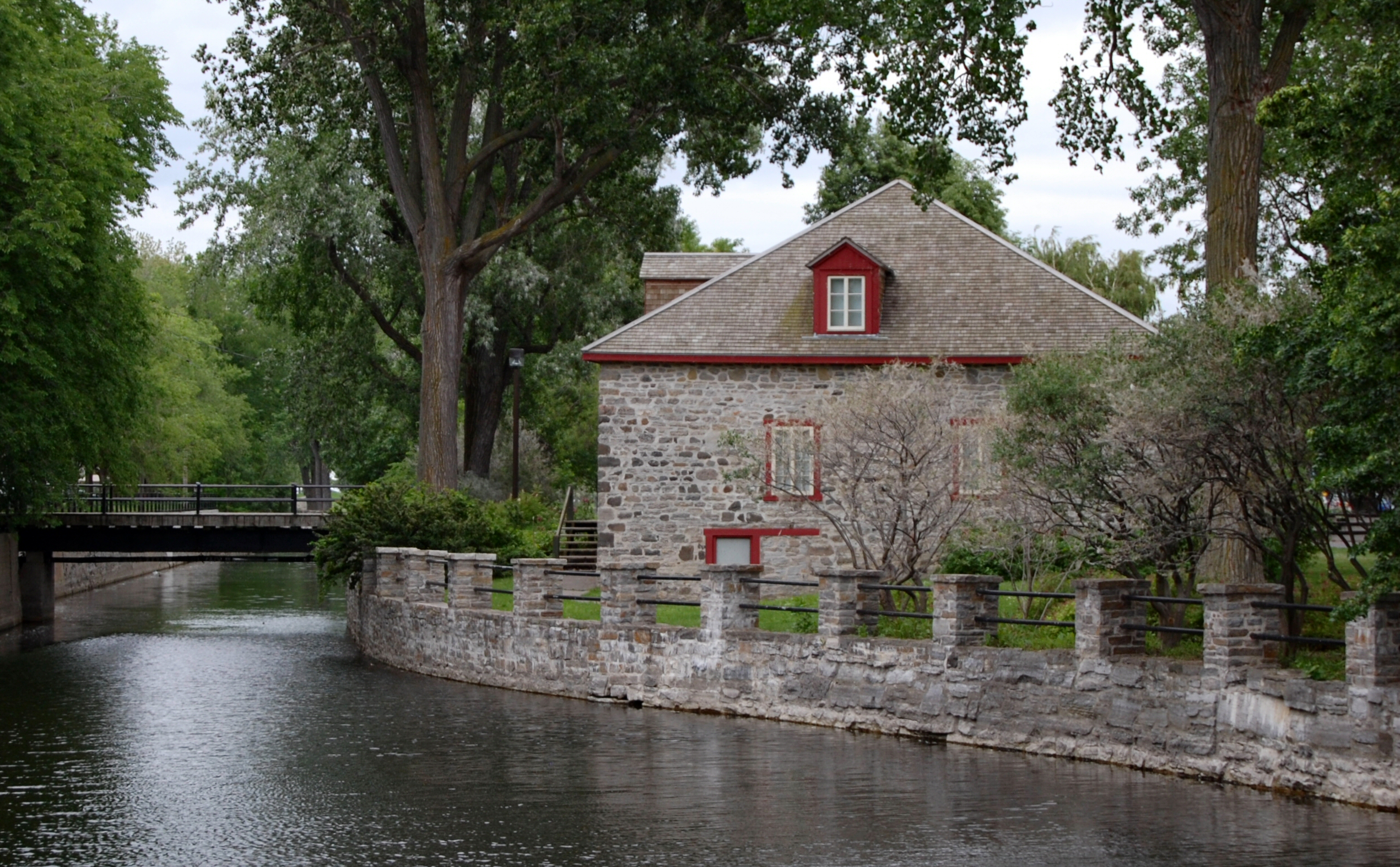
Lieu historique national du Commerce-de-la-Fourrure-à-Lachine
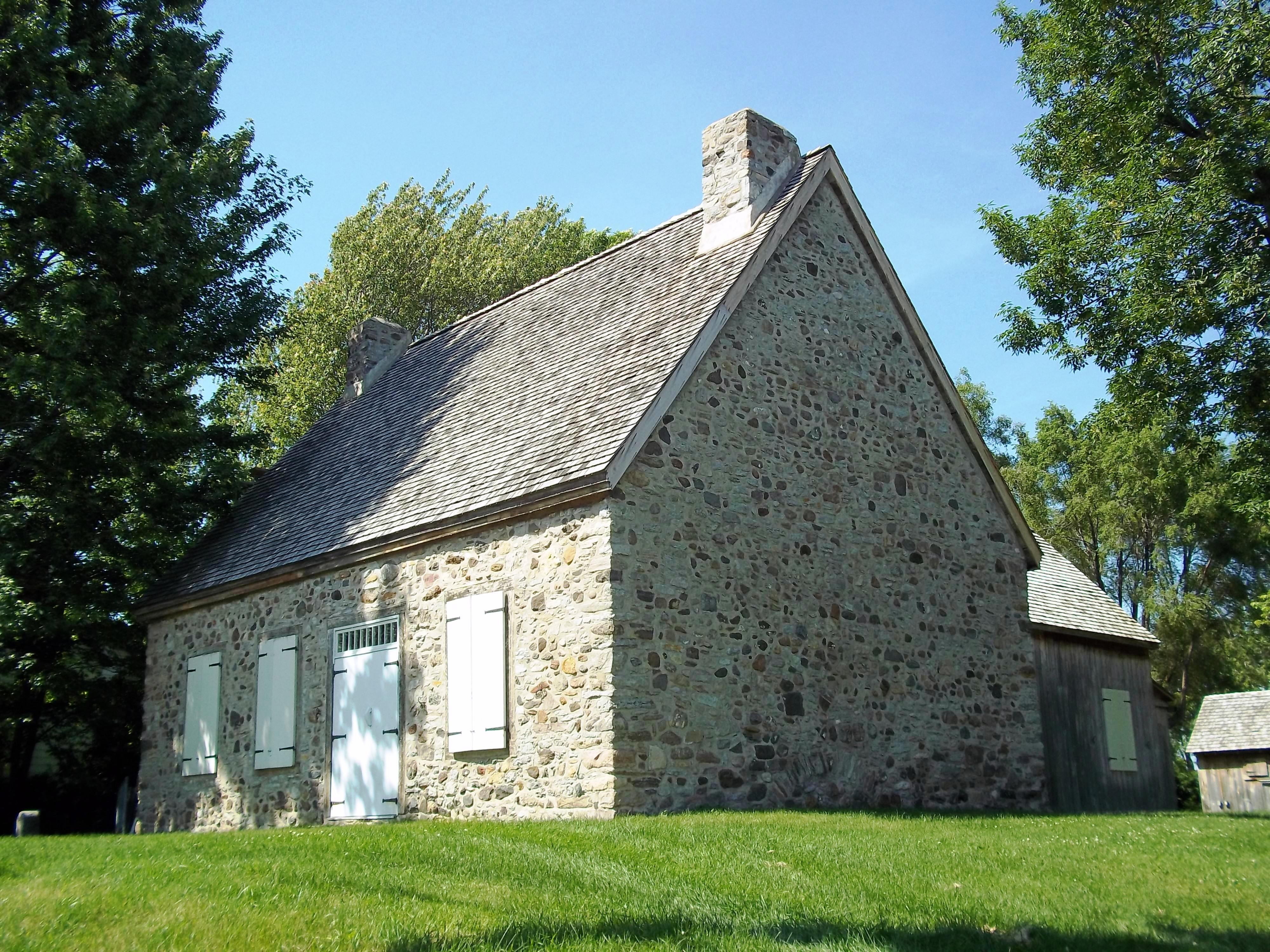
Maison LeBer-LeMoyne, Musée de Lachine

## Transport
Situé au sud-ouest de Montréal, l'arrondissement est traversé par plusieurs axes de transport routiers majeurs et est desservi par les réseaux d'autobus de la Société de transport de Montréal et de train de banlieue du Réseau de transport métropolitain (Exo).

### Autobus
- 90 Saint-Jacques
- 110 Centrale
- 116 Lafleur / Norman
- 123 Dollard (Saint-Pierre seulement)
- 195 Sherbrooke / Notre-Dame
- 196 Parc-Industriel-Lachine
- 198 Broadway
- 202 Dawson (Côte-de-Liesse seulement)
- 356 (Nuit) Lachine / Aéroport Montréal-Trudeau / Des Sources
- 460 Express Métropolitaine (Côte-de-Liesse seulement)
- 491 Express Lachine
- 496 Express Victoria

### Train de banlieue
- Gare Lachine (ligne Vaudreuil-Hudson)
- Gare du Canal (ligne Candiac)

### Axes autoroutiers et routiers
- Autoroute Chomedey (13)
- Autoroute du Souvenir (20)
- Route 138
- Échangeur Saint-Pierre

### Axes routiers locaux majeurs
- Rue Provost
- Rue Victoria
- 1re avenue
- 32e avenue
- 55e avenue
- Boulevard Saint-Joseph
- Rue Notre-Dame
- Rue Saint-Jacques

## Éducation

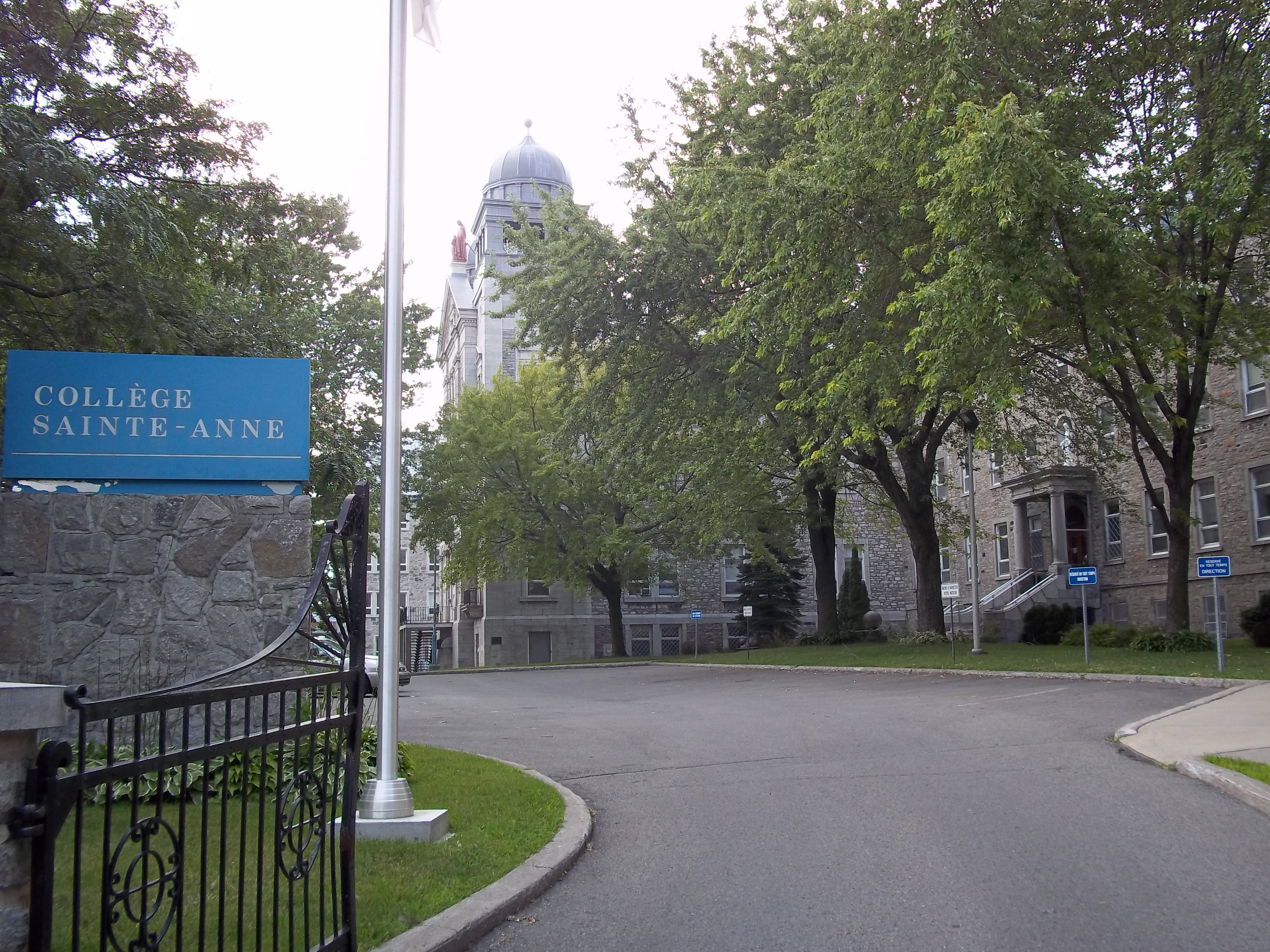
Collège Sainte-Anne, ancien couvent

Le Centre de services scolaire Marguerite-Bourgeoys (anciennement une commission scolaire) gère les écoles publiques francophones.
- École secondaire Dalbé-Viau
- Collège Saint-Louis
- École primaire Paul-Jarry
- École primaire Très-Saint-Sacrement
- École primaire Philippe-Morin
- École primaire Jardins-des-Saints-Anges
- École primaire Catherine-Soumilliard
- École primaire Martin-Bélanger (Ville Saint-Pierre)
- École primaire Victor-Thérien
- École des Berges-de-Lachine
- Centre de formation professionnelle Lachine (Pavillon de la Rive)
- Centre de formation professionnelle Lachine (Pavillon Dalbé-Viau)
- Centre d'éducation aux adultes LaSalle (Pavillon Mgr Boileau)

Le Collège Sainte-Anne de Lachine est une école secondaire privée située à Lachine.
Le collège Sainte-Anne, dans le cadre de sa révision pédagogique, a inauguré en 2022 un nouveau pavillon au secondaire à Dorval, conçu pour favoriser des méthodes d’enseignement innovantes et actives, en offrant des espaces modulables et lumineux, propices à l’apprentissage collaboratif et à l’autonomie des élèves.
Le Collégial international Sainte-Anne est un cégep privé
La Commission scolaire Lester-B.-Pearson gère les écoles publiques anglophones.
- École secondaire Lakeside Academy
- École primaire Maple Grove
- École primaire LaSalle Junior et Senior dessert une partie de l'arrondissement Lachine[34].

## Lieux de culte
La ville possède plus d'une vingtaine de lieux de culte.

### Catholiques romaines
Tous au sein de l'Archidiocèse de Montréal :
- Paroisse Saints-Anges (fondée en 1676), l'Église des Saints-Anges Gardiens construite en 1920.
- Couvent Sainte-Anne, vendu en 2010, le musée est toujours actif[36]
- Paroisse Saint-Pierre-aux-Liens (fondée en 1897)
- Paroisse Très-Saint-Sacrement (fondée en 1910)
- Paroisse Sainte-Françoise-Romaine, (fondée en 1953), a été dissoute le 5 décembre 2005.
- Paroisse Saint-André-Hubert-Fournet, (fondée en 1953), a été dissoute le 6 juin 2009.
- Mission de l'Annunziata, fondée en 1965 pour desservir la communauté italophone.

### Chrétiens orientaux
- St. Basil the Great Ukrainian Catholic Church membre de l'Éparchie catholique ukrainienne de Toronto
- St. John of Sochava Orthodox Church membre de l'Église orthodoxe russe hors frontières
- St.George Ukrainian Orthodox Church membre de l'Église orthodoxe ukrainienne du Canada
- Biserica Sf. Martiri Brancoveanu membre de l'Épiscopat orthodoxe roumain d'Amérique

### Église anglicane du Canada
- Saint Stephen Church
- Saint-Paul Church

### Église unie du Canada
- Saint-Andrew's United Church, construite en 1832 pour les écossais presbytériens, fermée au culte en décembre 2011[37].
- Summerlea United Church

### Église de Norvège
- Norwegian Church Association

### Pentecôtistes et évangéliques
- Full Gospel Assembly Lachine et le Centre Chrétien, membre de l'Assemblées de la pentecôte du Canada
- Rockfield Pentecostal Christian Church, membre des Assemblées de Dieu
- The Resurrection Center Pentecostal Church, membre de l'Église de Dieu (Cleveland)
- Iglesia De Dios Pentecostal M I,
- Temple évangélique «Église vivante de Christ»,

### Musulman
- Association musulmane de Lachine

### Sikh
- Temple sikh de Lachine

## Personnalités liées à Lachine
- Leonard Charles Harland (1904-1964), fondateur des automobiles Harland, qui a connu ses débuts au 1010 rue Provost, à Lachine, avant de bâtir une toute nouvelle concession au 995 boulevard Dorval, en 1946, avec l'arrivée du chemin de fer, mais avant la construction de l'autoroute 20. Il était un pionnier dans le domaine de l'automobile à Montréal et un homme d'affaires respecté, il a créé beaucoup d'emplois dans la région.
- François Dominique Ducharme (°1765, Lachine, +1853, Lac des Deux Montagnes)
- Léandre Ducharme (1817-1897), patriote franco-canadien, né à Lachine
- Dominique Ducharme (1840-1899), musicien, organiste et professeur de musique.
- Saul Bellow (Écrivain, Nobel de littérature)
- Mgr Claude Champagne (Lachine, 1947 - ), sixième évêque d'Edmundston depuis 2009.
- Auguste Descarries, pianiste, compositeur (1896-1958)
- Isabelle Demers (organiste de concert)
- Jim Flaherty (Ministre des Finances du Canada)
- Alain Bordeleau né en 1956, à Lachine, coureur de fond canadien, détenteur du record québécois sur les distances du marathon et du 10 000 m.
- Charlie Hodge (joueur de hockey sur glace)
- Martin Lapointe (joueur de hockey sur glace)
- Hormidas Laporte (Maire de Montréal, homme d'affaires)
- Luc Picard (comédien)
- Dalbé Viau (architecte)
- André Sauvé (humoriste)